# Hărmănești
Hărmănești est une commune roumaine située dans le județ de Iași.